# Saudi Geological Survey
Saudi Geological Survey (SGS; en arabe : هيئة المساحة الجيولوجية السعودية    ) est la commission géologique nationale du Royaume d’Arabie saoudite . 

## Histoire
La SGS est créée à la suite d'une décision du Conseil des ministres de 1999. Elle est alors une entité indépendante rattachée au Ministère du Pétrole et des Ressources minérales créée à partir d'autres agences gouvernementales: l'ancienne direction générale des ressources minérales, la mission de l'US Geological Survey active de 1963 - 1999 et la mission du Bureau de Recherches Géologiques et Minières de 1972 - 1999. 

## Activités
Les activités du service géologique saoudien couvrent une majorité des questions sujets liées aux sciences de la Terre stratégiques et appliquées. Le service met l’accent sur la compréhension des facteurs géologiques, économiques et techniques qui influent sur la gestion durable des ressources en eaux souterraines et minérales, la détection et la réduction des tremblements de terre et autres risques naturels, la protection des sols, la gestion de l'environnement et l'encadrement des chantiers d'ingénierie et de construction. 
La SGS a aussi une expertise nationale en cartographie géologique, exploration minérale, développement minier, géologie de l'environnement, géohazards environnementaux et en hydrogéologie. 